# Томас Ньюкомен

Схематична демонстрація роботи двигуна Ньюкомена.
—двигун позначено рожевим кольором, а воду — блакитним
—Відкриті клапани позачені зеленим, а закриті червоним.

Томас Нью́комен (англ. Thomas Newcomen; лютий 1664, Дартмут — 7 серпня 1729, Лондон) — англійський винахідник, один з творців першого теплового (парового) двигуна.

## Біографія
Народився 28 лютого 1663 в Дартмуті. Коваль за професією. В 1705 спільно з лудильником Дж. Коулі побудував паровий насос, досліди по вдосконаленню якого тривали близько десяти років, поки він не почав справно працювати (1712). У цій установці двигун був сполучений з насосом. Ця досить ефективна для свого часу пароатмосферна машина використовувалася для відкачування води в шахтах і отримала поширення в XVIII столітті.
Однак на свій винахід Ньюкомен не зміг отримати патент, оскільки паровий водопідйомник був запатентований ще в 1698 році Т. Севері, з яким Ньюкомен пізніше співпрацював. Парова машина Ньюкомена не була універсальним двигуном і могла працювати тільки як насос. Спроби Ньюкомена використовувати зворотно-поступальний рух поршня для обертання гребного колеса на судах виявилися невдалими. Проте заслуга Ньюкомена в тому, що він одним із перших реалізував ідею використання пари для одержання механічної роботи. Його машина стала попередницею універсального двигуна Дж. Ватта.
Помер 7 серпня 1729 у Лондоні. Ім'я Ньюкомена носить Товариство істориків техніки Великої Британії.